# Monte Whymper (Edward)
Il Monte Whymper, con un'elevazione di 2844 m, è una montagna situata nelle Montagne Rocciose Canadesi, nella provincia della Columbia Britannica in Canada, nell'area di Vermilion Pass all'interno del Parco nazionale di Kootenay.
La montagna è intitolata al suo primo scalatore, l'alpinista, esploratore, scrittore ed incisore inglese Edward Whymper.
Nel 1901, Whymper e le sue quattro guide (Joseph Bossoney, Christian Kaufmann, Christian Klucker e Joseph Pollinger) per primi scalarono il Monte Whymper. Il monte venne rinominato in onore loro. In precedenza, era stato nominato "Monte Lefroy". Whymper stava esplorando l'area sponsorizzato dalla Canadian Pacific Railway (CPR) per promuovere le Montagne Rocciose Canadesi e la ferrovia nelle sue conferenze.
Esiste un altro Monte Whymper, nella Columbia Britannica, sull'Isola di Vancouver, intitolata al fratello di Edward, Frederick Whymper.